# Émulsion

A. Deux liquides non miscibles.
B. Émulsion instable.
C. Les deux liquides se séparent progressivement.
D. Un tensioactif (ou agent de surface) entoure les gouttelettes d'un des liquides, stabilisant l'émulsion.

Une émulsion est un mélange hétérogène de deux substances liquides non miscibles, l'une étant dispersée sous forme de petites gouttelettes dans l'autre. Ce sont toujours deux liquides qui ne se mélangent pas spontanément (non miscibles), comme l’eau et l’huile, mais qui vont grâce à des opérations spécifiques (agitation, mélange, ajout de quelques principes actifs) adopter un aspect macroscopiquement homogène, mais microscopiquement hétérogène. L'une des substances sera dispersée dans la seconde substance sous forme de gouttelettes. Le mélange reste stable grâce à un troisième ingrédient appelé « émulsifiant » (vitesse ou cinétique d'évolution du mélange quasi nulle).
Une mousse ressemble à une émulsion mais la seconde substance est un gaz (au lieu d'un liquide), dispersé sous forme de bulles. Une autre différence importante entre mousses et émulsions est la fraction volumique de la phase dispersée (gaz), en général beaucoup plus élevée dans les mousses les plus stables.
En photographie argentique, on désigne également du nom d'« émulsion » une pellicule considérée du point de vue de ses caractéristiques techniques (sensibilité, réciprocité…). Le nom remonte aux premières années de la photographie où l'on étendait une émulsion photosensible sur un support en verre avant de prendre un cliché.

## Généralités
Une émulsion est un cas particulier de colloïde. Les deux substances liquides en présence sont appelées des phases. Une des phases est continue. L'autre phase, discontinue, est dispersée dans la première phase sous forme de petites gouttelettes.
Les émulsions sont souvent composées d'une phase aqueuse, semblable à de l'eau, et d'une phase huileuse, semblable à de l'huile.
- Une émulsion huile dans eau (H/E ou O/W pour oil in water) est composée d'une phase huileuse dispersée dans une phase aqueuse. Il s'agit d'une émulsion « directe ».
- Une émulsion eau dans huile (E/H ou W/O pour water in oil) est composée d'une phase aqueuse dispersée dans une phase huileuse. Une émulsion E/H est plus grasse au toucher, car le toucher correspond majoritairement à la nature de la phase externe. Une telle émulsion est dite « inverse ».

On peut également trouver des émulsions multiples H/E/H ou E/H/E.

### Classification - différentes émulsions
Selon la taille des particules qui les composent, les émulsions peuvent être classées en macroémulsion, miniémulsion (émulsions fines) et nanoémulsion. Il y a aussi les émulsions pickering, émulsions par inversion de phases, émulsions PIT, émulsions diluées, émulsions concentrées, émulsions foisonnées et les émulsions sèches.
Les mots miniémulsion et nanoémulsion sont utilisés fréquemment d'une façon interchangeable pour désigner toutes les émulsions dont la taille des particules est inférieure à celle des macroémulsions. Une miniémulsion est obtenue en mélangeant deux liquides non-miscibles (exemples typiques : hexadécane avec hexadécanol) avec un tensioactif et un co-tensioactif. Le mélange se fait généralement par ultrasonification ou par homogénéisation à haute pression.
Contrairement aux émulsions listées précédemment qui correspondent à la dispersion d'une phase dans une autre sous forme de particules, une microémulsion correspond à une seule phase où il n’y a pas de particules,.
|                                                               | Macroémulsion                        | Miniémulsion ou nanoémulsion                        | Microémulsion                                                                    |
| ------------------------------------------------------------- | ------------------------------------ | --------------------------------------------------- | -------------------------------------------------------------------------------- |
| Nombre de tensioactifs                                        | Au moins un                          | Au moins deux : un tensioactif et un co-tensioactif | Au moins deux : un tensioactif et un co-tensioactif                              |
| Pourcentage de tensioactif                                    | Faible : < 5 %                       | Moyen : entre 5 et 10 %                             | Élevé : > 10 %                                                                   |
| Méthode de fabrication                                        | Agitation mécanique vigoureuse       | Agitation vigoureuse par ultrason                   | Faible agitation                                                                 |
| Couleur                                                       | Blanche laiteuse                     | Blanche bleuâtre ou incolore                        | Blanche bleuâtre ou incolore                                                     |
| Transparence                                                  | Opaque                               | Translucide ou transparente                         | Translucide ou transparente                                                      |
| Taille des particules                                         | > 1 µm                               | << 1 µm                                             | < 0,1 µm                                                                         |
| Polydispersité de la taille des particules                    | Moyenne                              | Basse                                               | Basse                                                                            |
| Stabilité thermodynamique                                     | Instable                             | Instable                                            | Stable                                                                           |
| Mode d’augmentation de la taille des particules avec le temps | Coalescence et mûrissement d’Ostwald | Coalescence et mûrissement d’Ostwald                | Ne contenant pas de particules, il n'y a ni coalescence ni mûrissement d’Ostwald |

## Émulsifiants
Les émulsifiants, appelés parfois émulsionnants, stabilisent l'émulsion. Ce sont le plus souvent des tensioactifs ou agents de surface. Cependant, des particules solides (émulsions de Pickering), des polymères synthétiques ou des macromolécules biologiques peuvent aussi jouer ce rôle. Le jaune d'œuf sert d'émulsifiant dans la préparation de sauces en cuisine. Cette propriété est due à la lécithine qu'il contient. La lécithine se trouve également dans le soja et est très utilisée dans les préparations industrielles. La caséine est une protéine du lait qui est émulsifiante.

### Dans l'industrie agroalimentaire
Dans l'industrie agroalimentaire, les émulsifiants sont des produits chimiques utilisés pour augmenter l'onctuosité de certains produits, permettant ainsi d'obtenir une texture particulière.
Les principaux émulsifiants utilisés dans l'industrie agroalimentaire sont :
1. La lécithine naturelle, notamment en chocolaterie ;
2. Les mono- et diglycérides d'acides gras alimentaires que l'on retrouve en particulier dans les glaces et les brioches industrielles.

Les mono- et diglycérides d'acides gras alimentaires (E471, E472c, etc.) sont obtenus par hydrolyse, soit à partir de graisses et produits animaux (ex. panses de bœuf) soit à partir d'huiles végétales, comme l'huile de palme. Le produit final se présente sous la forme de cristaux liposolubles (c'est-à-dire solubles dans les corps gras), de couleur blanchâtre ou jaune très clair. Les étiquettes détaillant les ingrédients d'un produit ne permettent en général pas de savoir dans quel cas on se trouve (c'est-à-dire si le ou les émulsifiants utilisés sont d'origine animale ou végétale).

## Dans la pratique
Dans la vie quotidienne, de nombreux produits sont des émulsions. On peut noter les crèmes et autres cosmétiques, mais aussi la mayonnaise ou le pastis préparé avec de l'eau (effet Ouzo).

### Émulsions naturelles
- Le lait.
- Des latex végétaux, en particulier, ceux de l'hévea brasiliensis (qui donne le caoutchouc naturel) et du castilla elastica.
- Le film hydrolipidique est un mélange de sébum et de sueur. C'est une émulsion qui protège la peau.

### Sauces émulsionnées

#### Vinaigrette
Phase huileuse : huile.

Phase aqueuse : vinaigre.

La vinaigrette est une émulsion instable. L'huile et le vinaigre ont tendance à se séparer. Elle peut être rendue cinétiquement stable en ajoutant de la moutarde. Les cellules de moutarde broyées libèrent des phospholipides, un tensioactif.

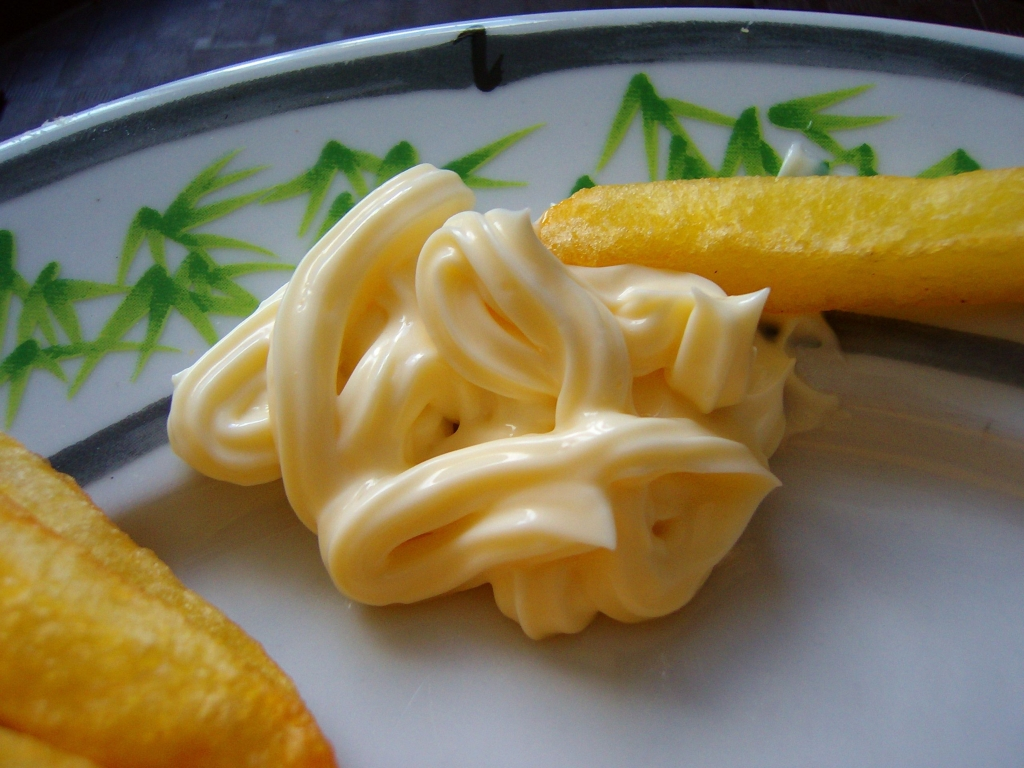
La mayonnaise est une émulsion stable.

#### Mayonnaise
Phase huileuse : huile.

Phase aqueuse : vinaigre et éventuellement moutarde.

Émulsifiant : la lécithine du jaune d'œuf est l'émulsionnant (tensioactif).

La mayonnaise est une émulsion cinétiquement stable.

#### Aïoli
Phase huileuse : huile d'olive.

Phase aqueuse : pulpe de l'ail.

À noter que le véritable aïoli se prépare seulement à l'ail et l'huile, et que les tensioactifs se trouvent dans la pulpe d'ail.

#### Sauce hollandaise et sauce béarnaise
La sauce hollandaise et la sauce béarnaise sont également des sauces émulsionnées selon le même principe, mais chaudes.

### Cosmétiques
Crème hydratante.

Phase huileuse : huile et ingrédients solubles dans l'huile.
Phase aqueuse : eau et ingrédients solubles dans l'eau.
Émulsifiant.

### Industrie pharmaceutique
L'encapsulation des principes actifs, grâce aux émulsions doubles eau-huile-eau, permet par exemple de délivrer des substances, avec une grande précision spatiale. Elle permet de modifier la distribution de certains médicaments dans l'organisme (ex. : pour diminuer la toxicité rénale de l'amphotéricine B).

### Technologie
Pour permettre de rendre une émulsion stable dans le temps, il est nécessaire de réduire la taille des particules de la phase discontinue (loi de Stokes). Plus la taille recherchée sera petite, plus il faudra d'énergie pour l'obtenir. Il existe plusieurs appareils capables de réaliser une émulsion ; depuis l'agitateur jusqu'à l'homogénéisateur à haute pression, en passant par le moulin colloïdal et le turbo émulsionneur. L'homogénéisateur haute pression est l'une des techniques permettant d'obtenir des tailles de particules les plus petites, puisqu'il peut obtenir des tailles inférieures à 500 nm.
Le principe est simple : une pompe à pistons plongeurs va pousser le fluide à émulsionner à travers un orifice réglable, appelé groupe homogénéisant. Plus l'orifice sera faible, plus la pression affichée sera élevée. Au passage de cet obstacle le fluide subit différentes contraintes, telles la turbulence, la cavitation, le cisaillement, qui vont générer la dislocation des particules du fluide de la phase discontinue. Les homogénéisateurs haute pression sont utilisés dans l'industrie laitière depuis la fin du XIXe siècle (inventeur Gaulin).
D'autres industries utilisent aujourd'hui ces appareils, capables d'atteindre 1 500 bar en production continue (Niro Soavi) telles l'industrie des cosmétiques, l'industrie pharmaceutique et d'autres industries alimentaires (ingrédients, boissons, etc.). Les techniques microfluidiques permettent désormais d'obtenir des émulsions dont les tailles de gouttes sont mieux contrôlées.
La Water Plant Emulsion (WPE) est un exemple de technologie permettant à deux substances liquides non miscibles (comme l'eau et l'huile) de se mélanger pour obtenir une substance homogène. La première substance est dispersée dans la seconde via des petites gouttelettes et ce mélange reste stable grâce à un émulsionnant. Ce procédé est utilisé en parfumerie, cosmétique, aromathérapie et compléments alimentaires notamment, il renforce l’efficacité des actifs dont les ingrédients actifs sont répartis de façon homogène dans le produit.

### Stabilité
Les émulsions sont instables du point de vue thermodynamique, cependant elles peuvent être stables du point de vue cinétique sur une importante période, ce qui détermine leur durée de vie. Cette durée doit être mesurée, afin d’assurer la bonne qualité du produit pour le client final. « Emulsion stability refers to the ability of an emulsion to resist change in its properties over time », D.J. McClements (« La stabilité d'une émulsion est sa capacité à conserver les mêmes propriétés au cours du temps »).

#### Phénomènes de déstabilisation
Les déstabilisations peuvent être classées en deux phénomènes majeurs :
1. Phénomènes migratoires : par lesquels la différence de densité entre la phase continue et dispersée entraînent une séparation de phase gravitationnelle : pour les émulsions, on a du crémage (en) (phase dispersée moins dense que la phase continue poussant celle-ci à migrer vers le haut) ou de la sédimentation. Ces phénomènes sont réversibles ;
2. Phénomènes d’augmentation de taille : par lesquels la taille des gouttes augmente :
  - de manière réversible : floculation,
  - de manière irréversible : coalescence, mûrissement d’Ostwald ;
3. Phénomène inversion de phase.

### Technique d'analyse de la stabilité physique
L’analyse visuelle reste aujourd’hui le test le plus utilisé. L’échantillon est placé dans un contenant transparent et observé à l’œil nu à intervalle de temps régulier. Le temps de mesure est directement lié à l’application et il peut être de quelques minutes (vinaigrette) à plusieurs mois ou années (crème cosmétique). Si les observations visuelles mettent en évidence une variation de l’homogénéité (changement de couleur, séparation de phase, migration, etc.) supérieur à un niveau acceptable, alors le produit est jugé comme instable et devra être reformulé ou soumis à un changement du procédé de fabrication.
La norme ISO/TR 13097 résume l’ensemble des techniques disponibles pour suivre la stabilité physique des systèmes dispersés.
Ce document présente :
- les mécanismes de déstabilisation : variation de taille de particule, migration, inversion de phase, etc. ;
- les outils de caractérisation (observation visuelle, diffusion de lumière avec ou sans résolution spatiale, acoustique et électroacoustique, etc.) ;
- les méthodes d’accélération de la déstabilisation (accélération thermique par élévation de la température ou mécanique…) ;
- la prédiction de la stabilité.

La déstabilisation des systèmes colloïdaux est un processus cinétique, quel que soit le test de stabilité choisi (observation visuelle, granulométrie, diffusion de la lumière, rhéologie, potentiel zeta, etc.), l’évolution du ou des paramètres en fonction du temps doit être pris en compte. Le test de stabilité doit donc être répété dans le temps et à un intervalle régulier afin de détecter les variations inhabituelles par rapport à un produit jugé comme stable.
Le rapport technique insiste sur l’intérêt d’analyser l’échantillon avec des techniques non destructives et présente les limites des méthodes d’accélération.

### Méthodes d'accélération pour la prédiction de la durée de vie
Le processus cinétique de déstabilisation peut prendre du temps, d’où l’intérêt des techniques avec une plus grande sensibilité et les méthodes d’accélération. L’élévation de la température est la méthode la plus employée et permet une diminution de la viscosité, augmentation des phénomènes de diffusion/collision.
En plus d’augmenter les vitesses de déstabilisation, le stockage à température élevée permet de simuler les conditions de vie d’un produit manufacturé (lors du stockage et transport, les températures peuvent facilement atteindre 40 °C). La température ne doit pas excéder une valeur critique et propre à chaque système (température d’inversion de phase, de dégradation chimique ou d’ébullition) rendant alors ce test non conforme aux conditions réelles.
D’autres techniques d’accélération peuvent être utilisées comme la centrifugation, mais doivent être prises avec précaution car les forces exercées sur le système peuvent engendrer des modifications des propriétés originelles de l’échantillon (changement de viscosité, modification du réseau du polymère, ségrégation des particules, etc.) et donc fournir des résultats différents de la réalité.